# Răzvan Lucescu
Răzvan Lucescu (* 17. Februar 1969 in Bukarest) ist ein ehemaliger rumänischer Fußballtorhüter und derzeitiger -Trainer. Er ist der Sohn des ehemaligen Fußballspielers und heutigen Trainers Mircea Lucescu.

## Spielerkarriere
Lucescu begann seine Karriere als Torhüter in seiner Heimatstadt bei Sportul Studențesc. Dort debütierte er auch am 19. Juni 1988 beim Spiel gegen AS Armata Târgu Mureș in der Divizia A, konnte in den Folgejahren jedoch noch nicht zum Stammtorhüter avancieren. Um dem Rummel um seine Person, der in Rumänien durch seinen berühmten Vater begründet war, zu entkommen, wechselte er 1992 nach Italien, wo sein Vater als Trainer aktiv war. In der Hinrunde 1992/93 spielte er für die SS Nola 1925 in der Serie C1, in der Rückrunde für die AC Cremo, bevor er wieder zu seinem Stammverein Sportul Studențesc nach Rumänien zurückkehrte. Dort konnte er sich endlich etablieren und stand in den Spielzeiten 1994/95 und 1995/96 bei sämtlichen Spielen seiner Mannschaft im Tor. 1996 wechselte er für ein Jahr zu FC Național Bukarest, mit dem er 1997 rumänischer Vizemeister wurde. In der Folgesaison 1997/98 spielte er erneut für Sportul Studențesc, konnte allerdings den Abstieg in die Divizia B nicht verhindern. Lucescu kehrte daraufhin für zwei weitere Jahre zu FC Național Bukarest zurück, saß dort allerdings häufig auf der Ersatzbank. Daher entschloss er sich, zur Rückrunde 1999/2000 zum Aufsteiger FC Brașov, (deutsch: Kronstadt) zu wechseln. Dort half er, den Abstieg in die Divizia B zu verhindern, bevor er in die Hauptstadt, diesmal zu Rapid Bukarest, zurückkehrte. Sein Vater hatte den Verein gerade als Trainer verlassen und Lucescu bestritt die Folgesaison als Stammtorhüter. 2001 wechselte er erneut für ein Jahr in die Provinz, brachte es bei dem FCM Bacău allerdings nur auf zehn Saisonspiele. In seiner letzten Spielzeit als Aktiver, 2002/03, stand er in der Hinrunde ein einziges und letztes Mal bei Rapid Bukarest zwischen den Pfosten und errang somit den einzigen Meistertitel seiner Karriere.

## Trainerkarriere

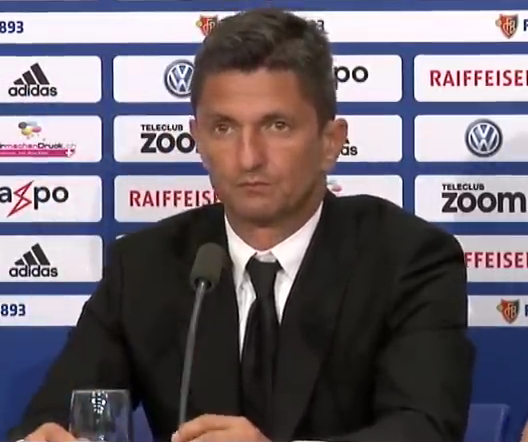
Răzvan Lucescu bei PAOK (2018)

Lucescu übernahm kurz nach seinem letzten Ligaspiel das Amt des Vizepräsidenten bei Rapid Bukarest, eine Rolle, in der er bedeutend mehr zum Sieg in der Meisterschaft beitrug. In der Winterpause 2003/04 wurde er als Nachfolger von Marius Lăcătuș Cheftrainer seines ehemaligen Vereins FC Brașov, bevor er im Juli 2004 als Trainer zu Rapid Bukarest zurückkehrte. Da er nicht den notwendigen Trainerschein besaß, wurde Lucescu bei Rapid zunächst als Co-Trainer von Dan Apolzan geführt. Diesen Verein führte er dreimal in Folge in den UEFA-Cup und gewann mit ihm zweimal den rumänischen Pokal. Einen Tag nach dem letzten erfolgreichen Pokalfinale kehrte Lucescu am 27. Mai 2007 erneut als Trainer zu FC Brașov zurück, den er ein Jahr später zurück in die Liga 1 führte. Am 29. April 2009 wurde er vom rumänischen Fußballverband als Trainer der Nationalmannschaft vorgestellt, führte die laufende Spielzeit aber noch als Vereinstrainer zu Ende. Einen Tag nach dem 3:0-Heimsieg gegen Bosnien und Herzegowina trat Lucescu am 4. Juni 2011 mit sofortiger Wirkung von seinem Amt als Nationaltrainer zurück. Am 11. Juni 2011 unterschrieb er einen Zweijahresvertrag als Cheftrainer bei seinem ehemaligen Verein Rapid Bukarest. Nach dem Ende der Saison 2011/12 wechselte er in die Qatar Stars League zu Al-Jaish. Mit dem Verein gewann er in der Saison 2012/13 den Qatari Stars Cup und nahm an der AFC Champions League 2013 teil. Nach fünf Niederlagen in Folge wurde Lucescu im Januar 2014 bei Al-Jaish entlassen. Am 11. März 2014 wurde er als neuer Trainer des rumänischen Erstligisten Petrolul Ploiești vorgestellt. Seinen neuen Klub führte er am Ende der Saison 2013/14 in die Europa League. Im September 2014 verließ er Petrolul und übernahm den griechischen Erstligisten Skoda Xanthi. Im Mai 2017 verließ er nach drei Jahren Skoda Xanthi und wechselte zu PAOK Thessaloniki.

## Erfolge

### Als Spieler
Național Bukarest
- Rumänischer Vizemeister: 1997
- Rumänischer Pokal-Finalist: 1997

Rapid Bukarest
- Rumänischer Meister: 2003

### Als Trainer
FC Brașov
- Aufstieg in die Liga 1: 2008

Rapid Bukarest
- Rumänischer Vizemeister: 2006
- Rumänischer Pokalsieger: 2006, 2007
- Rumänischer Pokal-Finalist: 2012
- Viertelfinale im UEFA-Pokal: 2006

Al-Jaish
- Qatari-Stars-Cup-Sieger: 2013
- Katarischer Vizemeister: 2014

Skoda Xanthi
- Griechischer Pokal-Finalist: 2015

PAOK Thessaloniki
- Griechischer Meister: 2019, 2024
  - Vizemeister: 2018, 2022
- Griechischer Pokalsieger: 2018, 2019
- Griechischer Pokal-Finalist: 2022

Al-Hilal
- Saudi-Arabischer Meister: 2020
- Kings-Cup-Sieger: 2020
- AFC-Champions-League-Sieger: 2019

Individuelle Auszeichnungen
- Rumäniens Trainer des Jahres: 2018
- Griechenlands Trainer des Jahres: 2019, 2024